# Етуаль-Спортінг
«Етуаль-Спортінг» (нім. FC Étoile Sporting La Chaux-de-Fonds) — швейцарський футбольний клуб з міста Ла Шо-де-Фон, заснований 1898 року. 

## Історія
Клуб був заснований 1 липня 1898 року під назвою «Етуаль». У 1902 році став членом Швейцарської футбольної асоціації і в сезоні 1909/10 дебютував у вищому дивізіоні країни. За підсумками сезону 1918/19 клуб досягнув свого найбільшого результату в історії, ставши чемпіоном Швейцарії.

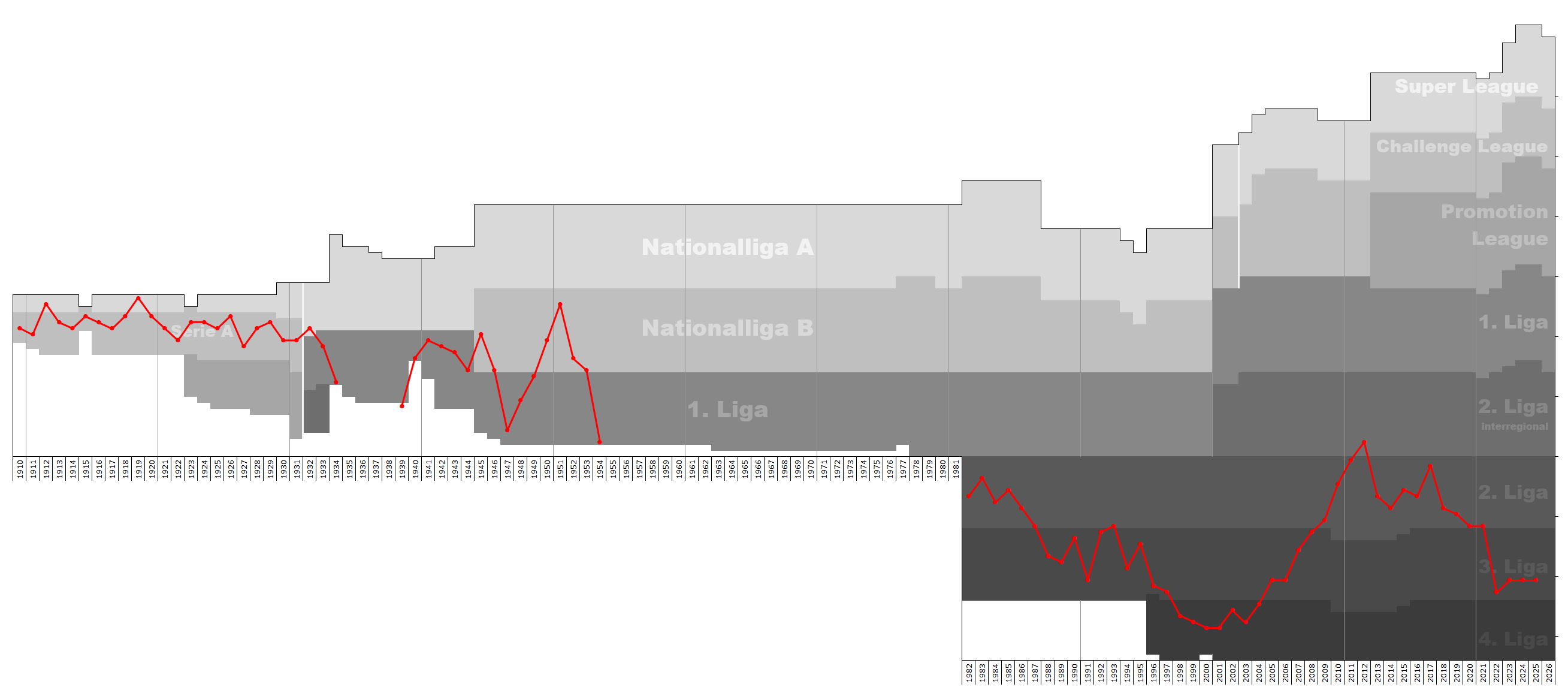
Статистика виступів клубу у чемпіонатах Швейцарії.

1932 року клуб вперше вилетів з вищого дивізіону країни, але в подальшому більше так ніколи до швейцарської еліти і не повертався. У 1934 році, після вильоту і з другого дивізіону клуб об'єднався з командою «Спортінг» і отримав свою сучасну назву «Етуаль-Спортінг». Об'єднання допомогло команді повернутись до другого дивізіону, де команда востаннє виступала у сезоні 1952/53, після чого грала виключно в нижчолігових аматорських чемпіонатах.

## Досягнення
- Чемпіон Швейцарії: 1918/19